# Asarum okinawense
Asarum okinawense är en piprankeväxtart som beskrevs av Hatusima. Asarum okinawense ingår i släktet hasselörter, och familjen piprankeväxter. Inga underarter finns listade i Catalogue of Life.